# Trischizostoma raschi
Trischizostoma raschi is een vlokreeftensoort uit de familie van de Lysianassidae. De wetenschappelijke naam van de soort is voor het eerst geldig gepubliceerd in 1861 door Esmark & Boeck.